# Phymatapoderus monstrosus
Phymatapoderus monstrosus es una especie de coleóptero de la familia Attelabidae.

## Distribución geográfica
Habita en China.